# Nervesa della Battaglia
Nervesa della Battaglia település Olaszországban, Veneto régióban, Treviso megyében. Lakosainak száma 6516 fő (2023. január 1.). Nervesa della Battaglia Giavera del Montello, Santa Lucia di Piave, Spresiano, Susegana, Arcade és Sernaglia della Battaglia községekkel határos.

## Népesség
A település népességének változása:
| Lakosok száma | 6719 | 6675 | 6516 |
|               | 2017 | 2018 | 2023 |